# Pillisaari
Pillisaari är en halvö i Finland. Den ligger i sjön Vanajavesi och i kommunen Tavastehus i den ekonomiska regionen  Tavastehus ekonomiska region  och landskapet Egentliga Tavastland, i den södra delen av landet, 120 km norr om huvudstaden Helsingfors.